# Anthophyllite
L’anthophyllite est une espèce minérale du groupe des silicates, sous-groupe des inosilicates, de la famille des amphiboles de formule (Mg,Fe)7Si8O22(OH)2 avec des traces de titane, d'aluminium, de manganèse, de calcium et de sodium. Elle est rarement trouvée en cristaux mais ceux-ci peuvent atteindre jusqu'à 25 cm. Elle est utilisée comme gemme en joaillerie.

## Inventeur et étymologie
Décrite par le minéralogiste Christian F. Schumacher en 1801. Son nom vient du latin « anthophullum » ["clou de girofle"], en raison de sa couleur.

## Topotype
La localité type est Kjennerudvann, sur la commune de Kongsberg dans le Comté de Buskerud en Norvège.

## Cristallographie
- Paramètres de la maille conventionnelle a = 18,554 Å, b = 18,026 Å, c = 5,28 Å, Z = 5 ; V = 1 765,92 Å3
- Densité calculée = 3,67

## Cristallochimie
- Elle forme une série avec la ferro-anthophyllite et une avec la gédrite.
- Les réactions chimiques du métamorphisme pour de faibles teneurs en magnésium et hautes teneurs en magnésium des roches ultramafiques :

Olivine + Trémolite + Talc → Olivine + Trémolite + Anthophyllite (faible MgO, > 550 °C, XCO2 < 0,6)
Talc + Trémolite + Magnésite → Trémolite + Anthophyllite + Magnésite (haut MgO, > 500 °C, XCO2 > 0,6)
Talc + Magnésite + Trémolite → Anthophyllite + Trémolite + Magnésite (faible MgO, > 500 °C, XCO2 > 0,6)

## Synonymie
- anthogrammite
- anthophylline
- kupférite
- magnésio-anthophyllite[6]

## Environnement
Une étude publiée en 2004 a ainsi pu se baser sur les concentrations en Anthophyllite et en fibres d'amiante chrysotile de sédiments lacustres pour reconstituer les variations passées de la teneur de l'air en Anthophyllite et en amiante.

## Gîtologie
Le minéral se forme à partir du métamorphisme de moyen à haut grade, dans les amphibolites, les gneiss, les métaquartzites, les formations de fer, les granulites, et les schistes provenant de sédiments argileux, ultramafiques, ou roches ignées mafiques, comme produit de réaction rétrograde.

### Minéraux associés
Chlorites, cordiérite, gédrite, grenats, hornblende, magnésio-cummingtonite, micas, olivine, plagioclase, talc, sillimanite, et staurolite.

## Gisements remarquables
- Canada

Mine Marbridge, La Motte, Abitibi RCM, Abitibi-Témiscamingue, Québec
- France

Vieille-Brioude, Brioude, Haute-Loire, Auvergne
Arvieu, Pont-de-Salars, Rodez, Aveyron, Midi-Pyrénées
Le Séchier, Saint-Jacques-en-Valgaudemar, Valgaudemar, Hautes-Alpes, Provence-Alpes-Côte d'Azur 
- Italie

Vallée de Passiria, Province de Bolzano, Trentino-Alto Adige
- Norvège

Kjennerudvann, Kongsberg, Buskerud (Topotype)
- Suède

Kopparberg, Ljusnarsberg, Västmanland